# Irabatha albispina
Irabatha albispina là một loài tò vò trong họ Ichneumonidae.